# مرد مولایوا
مرد مولایوا (ترکی آذربایجانی: Manə Mollayeva؛ زادهٔ ۱۹ مارس ۱۹۹۸) بازیکن فوتبال است.
وی همچنین در تیم‌های ملی فوتبال Azerbaijan women's national football team بازی کرده‌است.